# 26739 Hemaeberhart
26739 Hemaeberhart è un asteroide della fascia principale. Scoperto nel 2001, presenta un'orbita caratterizzata da un semiasse maggiore pari a 2,2397660 UA e da un'eccentricità di 0,1677503, inclinata di 2,71573° rispetto all'eclittica.